# Municipio de Springfield (condado de Franklin)
El municipio de Springfield (en inglés: Springfield Township) es un municipio ubicado en el condado de Franklin en el estado estadounidense de Indiana. En el año 2010 tenía una población de 1156 habitantes y una densidad poblacional de 12,53 personas por km².

## Geografía
El municipio de Springfield se encuentra ubicado en las coordenadas 39°25′48″N 84°52′17″O / 39.43000, -84.87139. Según la Oficina del Censo de los Estados Unidos, el municipio tiene una superficie total de 92.27 km², de la cual 92,12 km² corresponden a tierra firme y (0,16 %) 0,15 km² es agua.

## Demografía
Según el censo de 2010, había 1156 personas residiendo en el municipio de Springfield. La densidad de población era de 12,53 hab./km². De los 1156 habitantes, el municipio de Springfield estaba compuesto por el 97,92 % blancos, el 0,09 % eran afroamericanos, el 0,69 % eran asiáticos, el 0,35 % eran de otras razas y el 0,95 % eran de una mezcla de razas. Del total de la población el 0,35 % eran hispanos o latinos de cualquier raza.